# Cobitis dalmatina
Cobitis dalmatina är en fiskart som beskrevs av Stanko Karaman 1928. Cobitis dalmatina ingår i släktet Cobitis och familjen nissögefiskar. IUCN kategoriserar arten globalt som sårbar. Inga underarter finns listade i Catalogue of Life.